# Якби почати спочатку
«Якби почати спочатку» («Si c'était à refaire») — французький кінофільм 1976 року, знятий режисером Клодом Лелушем, з Катрін Денев у головній ролі.

## Сюжет
За співучасть у вбивстві Кетрін Бергер (Катрін Денєв) засуджено до ув'язнення на 20 років. У в'язниці вона народжує сина Саймона (Жан-Жак Бріо). Після свого звільнення Кетрін хоче компенсувати втрачені роки та намагається налагодити стосунки зі своїм уже дорослим сином. Коли вона дізнається, що Саймон має любовний зв'язок з дівчиною, вона віддаляється, щоб дати їм можливість бути щасливими.

## У ролях
- Катрін Денев — Катрін Бергер
- Анук Еме — Сара Гордон
- Шарль Деннер — адвокат
- Франсіс Гюстер — Патрік
- Колетт Бодо — Люсьєн Лано
- Жан-Жак Бріо — Саймон Берже
- Жан-П'єр Кальфон — ювелір
- Валері Лагранж — продавець ламп
- Мануелла Папатакіс — дочка Сари
- Жорж Стаке — епізод
- Жак Віллере — агент з нерухомості
- Марі-П'єр де Жерандо — директор школи
- Нільс Ареструп — Анрі Лано
- Альбіна дю Буаруврей — вродлива жінка
- Поль Беллаїш — епізод
- Робер Карон — епізод
- Зої Шово — Зої, маленька сусідка
- Бернар-П'єр Доннадьє — Клод Блейм
- Поль Дехевельс — епізод
- Франсуа Далу — епізод
- Ніколь Дезейлі — епізод
- Поль Джаннолі — епізод
- Мартін Лоеб — епізод
- Ріта Мейден — епізод
- Олександр Мнушкін — пан Александр
- Рене Монар — епізод
- Шанталь Мерсьє — жінка в процедурі відмови від дитини
- Моніка Персіко — епізод
- Жан-Франсуа Ремі — банкір
- Мішель Руль — епізод
- Лоранс Шуман — епізод
- Гаррі Вальтер — чоловік у поїзді
- Філіп Зіскінд — епізод
- Франсуаза Арді — друга співачка
- Елі Шуракі — кокетка
- Бетті Марс — перша співачка

## Знімальна група
- Режисер — Клод Лелуш
- Сценарист — Клод Лелуш
- Оператор — Жак Лефрансуа
- Композитор — Франсіс Ле
- Художник — Ерік Мулар
- Продюсер — Клод Лелуш